# Distretto di Marca
Il distretto di Marca è un distretto del Perù nella provincia di Recuay (regione di Ancash) con 1.054 abitanti al censimento 2007 dei quali 635 urbani e 419 rurali.
È stato istituito il 2 gennaio 1857.